# Toni Clapés i Casals
|  | No s'ha de confondre amb Antoni Clapés i Flaqué. |

Toni Clapés i Casals   (Barcelona, 26 de novembre de 1967) és un presentador de televisió i ràdio, imitador i humorista. Actualment, condueix el programa Versió RAC1 (RAC1).

## Trajectòria

### Activitat radiofònica
Va iniciar la seva carrera en el món de les radiofòrmules musicals. A mitjans dels anys 1990 va formar part del programa radiofònic El Terrat, presentat per Andreu Buenafuente, a Ràdio Barcelona (Cadena SER).
Va començar la seva carrera com a presentador radiofònic en solitari al capdavant del programa Versió original, emès des de 1997 per Catalunya Ràdio i des del 2005 per RAC 1 amb el títol Versió RAC 1, liderant la franja de les tardes. El 19 de març de 2014 va celebrar els trenta anys treballant a la ràdio amb una edició especial del Versió RAC1 emesa des del Teatre Tívoli.

### Activitat televisiva
Juntament amb la resta d'integrants d'aquest programa, el 1994 va fer el seu debut televisiu com a col·laborador de l'espai Tot per l'audiència, presentat per Xavier Sardà i emès per TV3. Posteriorment, va participar en altres espais de TVC com Sense títol s/n, presentat també per Buenafuente, i Persones humanes i Solvència contrastada, ambdós acompanyant Miquel Calçada. El 1997 va debutar en solitari amb l'espai Efectes secundaris. El 1998 Sardà el va incorporar a l'elenc de col·laboradors del programa Crónicas marcianas de Telecinco, cosa que li va donar gran visibilitat. En aquest espai, líder de la televisió nocturna d'Espanya, Clapés desenvolupava la seva faceta d'imitador de personatges famosos, per exemple de Lluís Llongueras.
Després d'abandonar Crónicas marcianas, va tornar a TVC per presentar els programes El submarí (protagonitzat per nens de 4 a 9 anys) i posteriorment, Societat imitada, espais que només es van mantenir una temporada en pantalla. Posteriorment, a 8tv va presentar el programa d'entrevistes nocturn Dilluns Clapés i l'espai de motor Fórmula magistral. El 2 d'abril de 2008 va debutar com a presentador de La 1 amb l'espai 9 de cada 10. També ha conduït programes d'humor a la televisió, entre ells Albà i Clapés, juntament amb Toni Albà. Des de setembre de 2019 fins l'abril de 2020 va estar retirat de la ràdio per una malaltia que va poder superar.

## Obra publicada
- Versió original (2001). Editorial Planeta ISBN 84-08-03645-9

## Premis i reconeixements
- 2008 Premi Ràdio Associació al millor professional.[8]
- 2013 Premi Nacional de Comunicació (Radiodifusió).[9]
- 2014 Premi Ondas nacional de ràdio a la millor trajectòria.[10]
- 2023 Premi Ràdio Associació al millor professional.[11]